# Schweizer Badmintonmeisterschaft 1990
Die Schweizer Badmintonmeisterschaft 1990 fand bereits vom 9. bis zum 10. Dezember 1989 in Schwyz statt. Es war die 36. Auflage der nationalen Titelkämpfe im Badminton in der Schweiz.

## Medaillengewinner
| Disziplin    | Gold                               | Silber                                  | Bronze                             |
| ------------ | ---------------------------------- | --------------------------------------- | ---------------------------------- |
| Herreneinzel | Thomas Althaus                     | Hubert Müller                           | Christian Nyffenegger              |
| Herreneinzel | Thomas Althaus                     | Hubert Müller                           | Pascal Kaul                        |
| Dameneinzel  | Bettina Villars                    | Silvia Albrecht                         | Catherine Jordan                   |
| Dameneinzel  | Bettina Villars                    | Silvia Albrecht                         | Arlette Lüthi                      |
| Herrendoppel | Laurent Jaquenoud Jorge Rodríguez  | Christian Nyffenegger Laurent Jaquenoud | Rémy Müller Christian Nyffenegger  |
| Herrendoppel | Laurent Jaquenoud Jorge Rodríguez  | Christian Nyffenegger Laurent Jaquenoud | Marc Frey Patrick Lüscher          |
| Damendoppel  | Liselotte Blumer Doris Gerstenkorn | Silvia Albrecht Sarah Häring            | Maja Baumgartner Karin Hegar       |
| Damendoppel  | Liselotte Blumer Doris Gerstenkorn | Silvia Albrecht Sarah Häring            | Bettina Gfeller Catherine Jordan   |
| Mixed        | Thomas Althaus Bettina Villars     | Rémy Müller Liselotte Blumer            | Hubert Müller Silvia Albrecht      |
| Mixed        | Thomas Althaus Bettina Villars     | Rémy Müller Liselotte Blumer            | Christian Nyffenegger Sarah Häring |